# Championnats d'Europe de BMX freestyle 2022
Navigation
Édition précédente Édition suivante

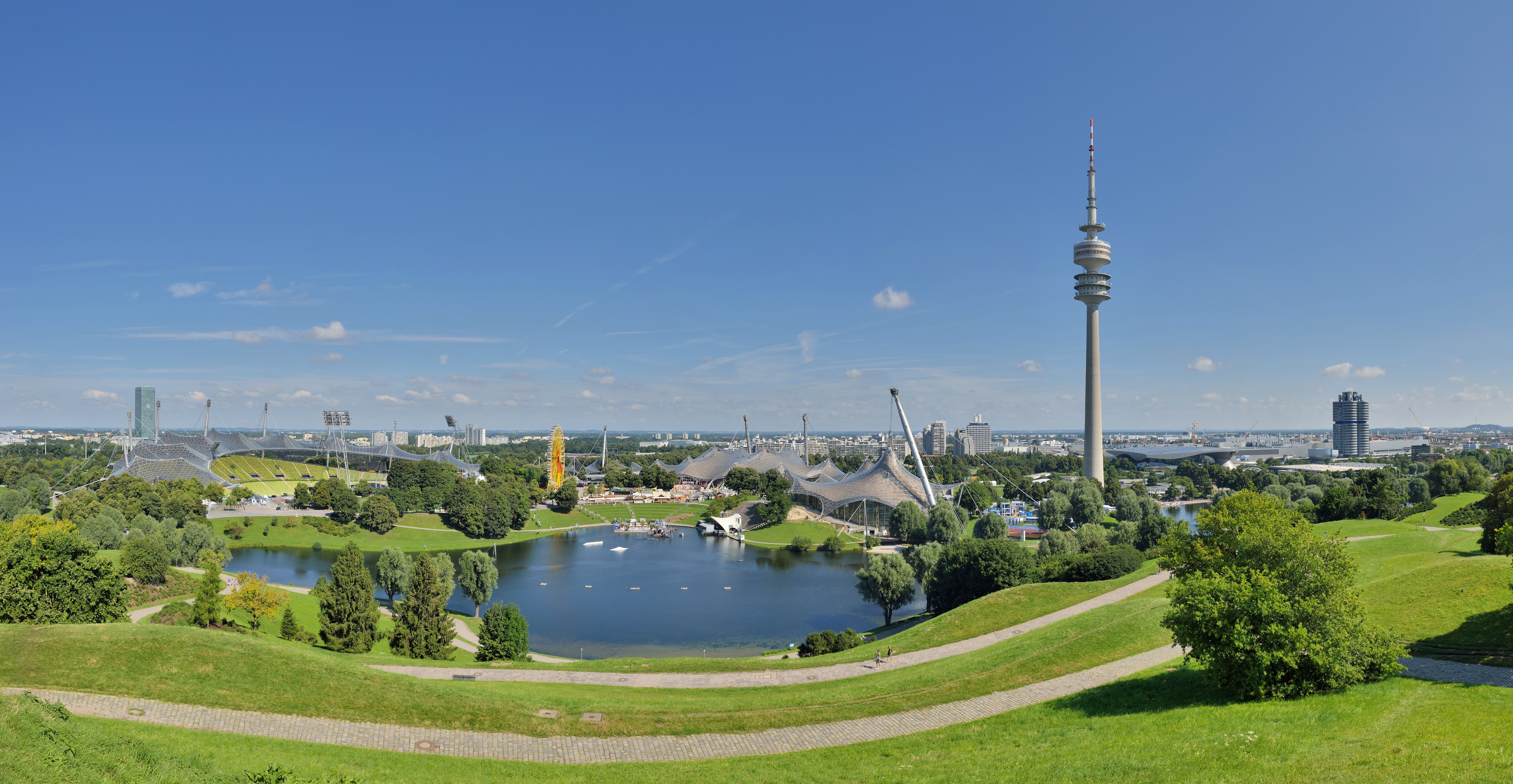
Parc olympique de Munich

Les Championnats d'Europe de BMX freestyle 2022 ont lieu du 11 au 13 août 2022 à Munich, en Allemagne. Les épreuves se tiennent au Parc olympique de Munich.

## Programme
Du 11 au 13 août 2022, Munich accueille les épreuves du Park dans le cadre des championnats sportifs européens 2022,. Le 16 mars 2022, en réponse à l'invasion de l'Ukraine par la Russie, le conseil d'administration des championnats d'Europe décide d'interdire la participation aux athlètes et officiels russes et biélorusses aux championnats.

## Podiums
| Épreuves           | Or               | Argent         | Bronze       |
| ------------------ | ---------------- | -------------- | ------------ |
| BMX Freestyle Park |                  |                |              |
| Élite hommes       | Anthony Jeanjean | Kieran Reilly  | Marin Ranteš |
| Élite femmes       | Iveta Miculyčová | Kim Lea Müller | Laury Perez  |